# 梅根·李
梅根·李（英文：Megan Lee，韓文：이혜린 / 李惠麟， 1995年9月18日—），出生於洛杉磯，美國女歌手。2013年2月，宣布簽約GOD組合成員金泰宇所屬公司SOULSHOP Entertainment。 2014年5月15日發行首張單曲《8dayz》與BEAST成員龍俊亨合作，正式在韓國出道。

## 個人經歷
- Megan十歲時正式開始演戲、唱歌、跳舞的職業生涯。
- 她曾出現在許多國家的廣告，包括麥當勞，Verizon和任天堂等。
- 出道前曾是YouTube翻唱達人，她在YouTube上傳的翻唱視頻點擊率多次破百萬。
- 2013年2月，宣布簽約SOULSHOP Entertainment。
- 2014年5月，發行首張單曲《8dayz》，正式在韓國出道[1][2]

## 影視作品
- 2008年短片“我的初戀”中出演李孝利
- 2008年美國電影短片“寧靜”孫金
- 2008年迪士尼電視劇“迪士尼取得連接”中出演朱莉。
- 2009年年美劇“撞車”中出演季孫
- 2010年出演短片“反對吉爾案例”
- 2010年出演短片“海狸水壩的傳說

## 獲得獎項
- 2008年 獲兒童選擇獎最佳演講
- 2008年 美國電影短片《Tranquility》最佳女演員獎
- 2009年 美國Orange County青少年才藝大賽聲樂獎
- 2012年 由韓國華納音樂主辦封面歌唱大賽決賽奪冠